# Ilse Strempel
Ilse Sofia Strempel (* 1946) ist eine deutsche Augenärztin.

## Werdegang
Strempel baute ab 1972 das histologische Labor des Universitätsklinikums Gießen und Marburg auf. 1987 wurde sie im Zusammenhang mit einer Berufungsprofessur Leiterin des Funktionsbereiches Ophthalmopathologie. Schwerpunkt ihrer wissenschaftlichen Arbeit sind neue Heilmethoden in der Therapie des Glaukoms. Sie war mehr als 20 Jahre stellvertretende geschäftsführende Direktorin und Leiterin der poliklinischen Ambulanz.
1997 war sie Mitgründerin der Deutschen Gesellschaft für ganzheitliche Augenheilkunde.

## Ehrungen
- 2012: Verdienstmedaille des Verdienstordens der Bundesrepublik Deutschland[1]
- 2023: Bundesverdienstkreuz am Bande[2]